# Jean-Joseph Cérou
Pour les articles homonymes, voir Cérou.
Jean-Joseph Cérou puis Jean-Joseph de Cérou, né le 25 avril 1705 et mort le 13 octobre 1778, est un docteur en médecine et un capitoul de Toulouse.

## Biographie
Jean-Joseph Cérou est né à Gignac le 25 avril 1705.

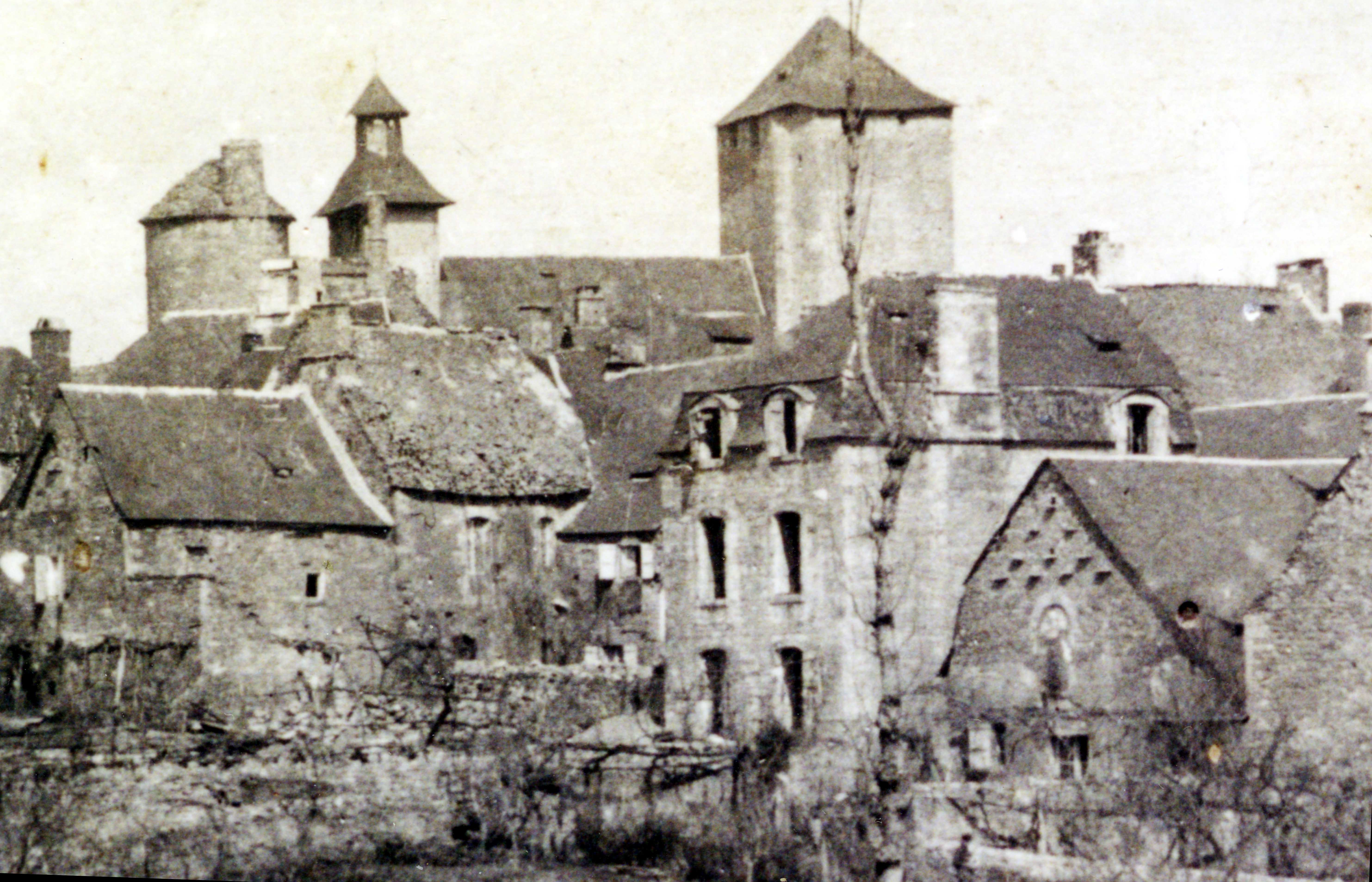
Maison Cérou (détruite en 1905)

La maison familiale, imposante avec son toit à la Mansard, était située au centre du bourg, près de la halle aux grains. Elle a été utilisée comme maison d’école après la mort du docteur Joseph de Cérou le 31 août 1866, puis détruite en 1904. Sur son emplacement a été construite en 1905-1906 l’école actuelle.
Il est le fils de Jean Cérou, bourgeois de Gignac et Jeanne Chalvet. Il est le frère aîné de Pierre Cérou, auteur dramatique et précepteur de l'infante Isabelle de Bourbon-Parme.
Il devient docteur en médecine à Toulouse dans le quartier du Pont-Neuf, puis capitoul de cette même ville en 1770. Les privilèges de la noblesse étant attachés au capitoulat, Joseph Cérou devient Joseph de Cérou. Il crée à cette occasion un blason pour sa famille, chargé de sept roues (jeu de mots sur son patronyme). 

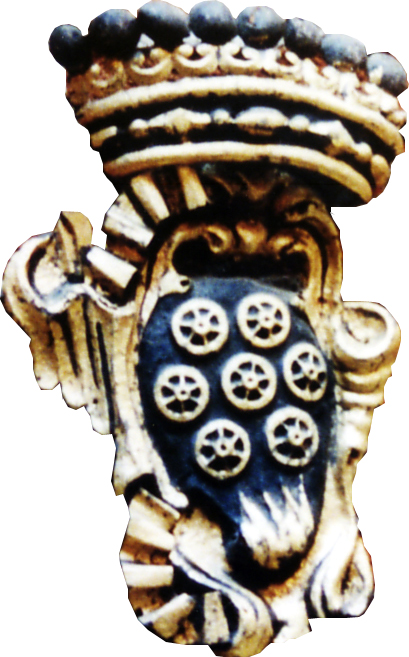
Blason de Jean-Joseph Cérou

Malade, il abandonne ses fonctions de capitoul et revient s'installer dans son pays natal. Peu après, il obtient la charge de juge de la châtellenie de Gignac, en Quercy.
Il épouse Pétronille de Laval de Fassimbal. Ensemble ils auront six enfants : Dominique, Joseph, Thérèse, Suzanne, Anne et Marie-Thérèse. Il meurt à Gignac le 13 octobre 1778 à l'âge de 73 ans.Il sera inhumé dans l'église de Gignac, à sa demande : "Je veux être enterré dans l'église de Gignac et dans les tombeaux de mes ancêtres et que mes honneurs funèbres soient faits tout simplement", a-t-il écrit dans son testament.
Son neveu, Dominique Cérou, sera le premier maire de Gignac en 1790.